# Don Broco/Diskografie
Diese Diskografie ist eine Übersicht über die musikalischen Werke der englischen Rock-Band Don Broco. Den Schallplattenauszeichnungen zufolge hat sie bisher mehr als 120.000 Tonträger verkauft. Ihre erfolgreichsten Veröffentlichungen sind das zweite und dritte Studioalbum Automatic bzw. Technology mit jeweils über 60.000 verkauften Einheiten.

## Alben

### Studioalben
| Jahr | Titel Musiklabel                    | Höchstplatzierung, Gesamtwochen, AuszeichnungChartsChartplatzierungen (Jahr, Titel, Musiklabel, Platzierungen, Wochen, Auszeichnungen, Anmerkungen) | Anmerkungen                                              |
| Jahr | Titel Musiklabel                    | UK | Anmerkungen                                              |
| ---- | ----------------------------------- | --- | -------------------------------------------------------- |
| 2012 | Priorities Sony Music Entertainment | UK25 (1 Wo.)UK | Erstveröffentlichung: 13. August 2012                    |
| 2015 | Automatic Epic Records              | UK6 Silber · (4 Wo.)UK | Erstveröffentlichung: 7. August 2015 Verkäufe: + 60.000  |
| 2018 | Technology SharpTone Records        | UK5 Silber · (3 Wo.)UK | Erstveröffentlichung: 2. Februar 2018 Verkäufe: + 60.000 |
| 2021 | Amazing Things SharpTone Records    | UK1 (2 Wo.)UK | Erstveröffentlichung: 22. Oktober 2021                   |

### Livealben
| Jahr | Titel Musiklabel                                | Anmerkungen                             |
| ---- | ----------------------------------------------- | --------------------------------------- |
| 2023 | Live at the Royal Albert Hall SharpTone Records | Erstveröffentlichung: 24. November 2023 |

### EPs
| Jahr | Titel Musiklabel          | Anmerkungen                            |
| ---- | ------------------------- | -------------------------------------- |
| 2008 | Living the Dream EmuBands | Erstveröffentlichung: 2008             |
| 2008 | Thug Workout EmuBands     | Erstveröffentlichung: 4. November 2008 |
| 2011 | Big Fat Smile EmuBands    | Erstveröffentlichung: 14. Februar 2011 |
| 2013 | You Wanna Know Sony Music | Erstveröffentlichung: 4. Oktober 2013  |

## Singles
| Jahr | Titel                          | Album             |
| ---- | ------------------------------ | ----------------- |
| 2011 | Beautiful Morning              | Big Fat Smile     |
| 2011 | Dreamboy                       | Big Fat Smile     |
| 2012 | Priorities                     | Priorities        |
| 2012 | Hold On                        | Priorities        |
| 2013 | Whole Truth                    | You Wanna Know EP |
| 2015 | Automatic                      | Automatic         |
| 2015 | Superlove                      | Automatic         |
| 2016 | Everybody                      | Technology        |
| 2017 | Pretty                         | Technology        |
| 2017 | Technology                     | Technology        |
| 2017 | Stay Ignorant                  | Technology        |
| 2017 | T-Shirt Song                   | Technology        |
| 2017 | Come Out to LA                 | Technology        |
| 2018 | Greatness                      | Technology        |
| 2019 | Half Man Half God              | –                 |
| 2019 | Action                         | –                 |
| 2021 | Manchester Super Reds No.1 Fan | Amazing Things    |
| 2021 | Gumshield                      | Amazing Things    |
| 2021 | One True Prince                | Amazing Things    |
| 2022 | Fingernails                    | –                 |
| 2023 | Birthday Party                 | –                 |
| 2025 | Cellophane                     | –                 |

## Musikvideos
| Jahr | Titel                          | Album               |
| ---- | ------------------------------ | ------------------- |
| 2009 | Thug Workout                   | Don Broco           |
| 2010 | Dreamboy                       | Lawrence Hardy      |
| 2010 | Top of the World               | Lawrence Hardy      |
| 2011 | Beautiful Morning              | Lawrence Hardy      |
| 2011 | Dreamboy                       | Lawrence Hardy      |
| 2012 | Priorities                     | Don Broco           |
| 2012 | Actors                         | Don Broco           |
| 2012 | Hold On                        | Don Broco           |
| 2012 | Fancy Dress                    | Don Broco           |
| 2013 | Whole Truth                    | Don Broco           |
| 2013 | You Wanna Know                 | Don Broco           |
| 2015 | Automatic                      | Don Broco           |
| 2015 | Superlove                      | Don Broco           |
| 2015 | Nerve                          | Don Broco           |
| 2016 | Everybody                      | Dominar Films       |
| 2017 | Pretty                         | Dominar Films       |
| 2017 | Technology                     | Dominar Films       |
| 2017 | Stay Ignorant                  | Dominar Films       |
| 2017 | T-Shirt Song                   | Dominar Films       |
| 2017 | Come Out to LA                 | Dominar Films       |
| 2018 | Greatness                      | Dominar Films       |
| 2019 | Half Man Half God              | A-Sidefilms         |
| 2019 | Action                         | Benjamin Roberds    |
| 2021 | Manchester Super Reds No.1 Fan | Do Not Entry        |
| 2021 | Gumshield                      | Do Not Entry        |
| 2021 | One True Prince                | Blindeye Films      |
| 2021 | Uber                           | Blindeye Films      |
| 2021 | Endorphins                     | Wanderland Films    |
| 2021 | Bruce Willis                   | Sean Barrett        |
| 2022 | Fingernails                    | Harry Lindley       |
| 2022 | Birthday Party                 | Frasier Cheng-Binns |
| 2025 | Cellophane                     | Harry Lindley       |

## Statistik

### Chartauswertung
|                     | UK    |
| ------------------- | ----- |
| Nummer-eins-Alben   | UK1UK |
| Top-10-Alben        | UK3UK |
| Alben in den Charts | UK4UK |

### Auszeichnungen für Musikverkäufe
Anmerkung: Auszeichnungen in Ländern aus den Charttabellen bzw. Chartboxen sind in ebendiesen zu finden.
| Land/RegionAuszeichnungen für Musikverkäufe (Land/Region, Auszeichnungen, Verkäufe, Quellen) | Silber     | Gold | Platin | Verkäufe | Quellen   |
| -------------------------------------------------------------------------------------------- | ---------- | ---- | ------ | -------- | --------- |
| Vereinigtes Königreich (BPI)                                                                 | 2× Silber2 | —    | —      | 120.000  | bpi.co.uk |
| Insgesamt                                                                                    | 2× Silber2 | —    | —      |          |           |